# Microporella unca
Microporella unca är en mossdjursart som beskrevs av Shunsuke F. Mawatari och Masayoshi Suwa 1998. Microporella unca ingår i släktet Microporella och familjen Microporellidae. Inga underarter finns listade i Catalogue of Life.